# Christian Bégin
Christian Bégin (né à Saint-Léonard le 16 mars 1963) est un acteur et homme d'affaires québécois, il est aussi scénariste, réalisateur et animateur de télévision. Il est également connu sous le nom de Curieux Bégin, en référence à son émission culinaire du même nom, qu'il anime depuis 2007. Depuis 2021, il est copropriétaire de l'épicerie Le Jardin du Bedeau, située à Kamouraska.

## Biographie
Christian Bégin est né le 16 mars 1963 à Saint-Léonard, maintenant un arrondissement de Montréal. Au secondaire, il a été pensionnaire au Collège de Laval, où il résidait les jours de semaine pendant la période scolaire. Durant cette période, il s'est joint à un groupe de pastorale et a vécu avec une communauté de 13 frères catholiques. Il s'identifie désormais comme athée.
En 2004, il soulève une controverse en critiquant publiquement l'attitude de certains producteurs et réalisateurs qui choisiraient certains acteurs de films non pas en fonction de leur talent, mais de leur potentiel d'attirer « du monde en salle ».
Le 22 mars 2006, il signe, avec Sylvie Léonard, une lettre ouverte publiée dans La Presse et dénonçant l'influence des cotes d'écoute sur les choix éditoriaux des réseaux de télévision québécois. Il anime aussi, à Télé-Québec, l'émission d'entrevues Y a du monde à messe.
Il est en couple avec l'actrice Marie-Ève Perron depuis 2021. Le couple s'est marié en 2023.

### Cuisine et terroir
Depuis 2007, il anime l'émission de télévision Curieux Bégin, une émission culinaire à Télé-Québec. Cette émission met en lumière la gastronomie québécoise, les produits locaux et les artisans du terroir. À travers des rencontres avec des chefs, des producteurs et des personnes passionnées de cuisine, il explore les richesses culinaires du Québec.
En 2017, Christian Bégin lance une gamme de plats préparés surgelés, Les Curieux Produits, en vente dans les épiceries IGA au Québec. Six plats étaient disponibles: boulettes de poulet, pâté à la viande, tourtière du Lac, ragoût de boulettes, pain de viande et polpettes de porcs. Ces plats, élaborés avec des viandes et des légumes locaux, n'ont pas connu le succès escompté. Les produits sont retirés du marché en 2019. Une série de vins, Curieux Vino, était également offerts à la SAQ. En association avec Richard O'Neill, une gamme de café, le Curieux Café, est lancée en 2018. Les grains du café sont trempés dans l'eau de mer des Îles de la Madeleine et sont séchés au soleil avant leur torréfaction. L'ensemble de ces produits étaient offerts par La Curieuse Compagnie, l'entreprise de Christian et de Katherine Daoust.
Son engagement envers l'agriculture locale se manifeste également par sa participation à des projets valorisant les produits québécois. Il a participé à la campagne Mange ton Saint-Laurent , un projet lancé en 2020, pendant la pandémie de Covid-19, visant à encourager la consommation de ressources marines locales et à sensibiliser le public à l'importance de l'autonomie alimentaire.
En 2021, il devient copropriétaire avec la cheffe Marie-Fleur St-Pierre de l'épicerie fine Le Jardin du Bedeau à Kamouraska. Cette épicerie de village collabore régulièrement avec des producteurs de la région et de partout au Québec.

## Théâtre
Christian Bégin oeuvre dans le milieu théâtrale depuis 1986.

### Comme interprète
- 1982 : Les Petits pouvoirs : Pierre, Père de Mathieu. Théâtre Denise-Pelletier, mise en scène par Lorraine Pintal.
- 1986 : Rock pour un faux-bourdon : Larry. Théâtre Denise-Pelletier, mise en scène par Claude Poissant.
- 1986-1987 : La Visite. Théâtre du Nouvel-Ontario, mise en scène par Michel Marc Bouchard.
- 1986 : La Mégère apprivoisée : Madame Sly, valet de scéne, Grégoire. Théâtre Denise-Pelletier, mise en scène par Jean-Luc Bastien.
- 1988 : Biloxi Blues : James Hennessey. Théâtre Port-Royal, mise en scène par Gilbert Lepage.
- 1992 : Accidents de parcours : Richard. Théâtre Denise-Pelletier, mise en scène par Michel Monty.
- 1996 : Exodos :Conseiller, Jésus. Espace La Veillée, mise en scène par Michel Monty.
- 1996 : Le Jeu du pendu. Espace Libre, mise en scène par Benoît Lagrandeur.
- 1997 : Contes urbains : , mise en scène par André Brassard.
- 1998 : Quelques humains : Centre du Théâtre d'Aujourd'hui, mise en scène par Dominic Champagne.
- 2001 : Les Trois Sœurs: Menshikov. Théâtre de l'Opsis, mise en scène par Luce Pelletier et Denis Bernard.
- 2001 : Le Rire de la mer : Théâtre La Licorne, mise en scène par Marie Charlebois.
- 2002 : La Société des loisirs : Théâtre La Licorne, mise en scène par Denis Bernard.
- 2003 : Mille feuilles : . Centre du Théâtre d'Aujourd'hui, mise en scène par Martin Faucher.
- 2004 : Circus minimus : Le Clown. Centre du Théâtre d'Aujourd'hui, mise en scène par Dominic Champagne.
- 2006 :Venise-en-Québec : Barbare. Centre du Théâtre d'Aujourd'hui, mise en scène par Jean-Frédéric Messier.
- 2005 : Charlotte, ma sœur : René. Théâtre Jean-Duceppe, mise en scène Marie Laberge.
- 2008 :Oreille, tigre et bruit : Dr. Dufour, Fradette, Heberling, Johnson. Centre du Théâtre d'Aujourd'hui, mise en scène par Daniel Brière.
- 2008 : Pi...?! . Théâtre La Licorne, mise en scène par Marie Charlebois.
- 2010 : Enquête sur le pire : Raymond. Centre du Théâtre d'Aujourd'hui, mise en scène par Geoffrey Gaquère.
- 2012 : Après moi. Théâtre La Licorne, mise en scène par Marie Charlebois.
- 2013 : Clôture de l'amour :Stan. Théâtre de Quat'Sous, mise en scène par Christian Vézina.
- 2015 : Le Prénom : Pierre. Théâtre Juste pour Rire, mise en scène par Serge Denoncourt.
- 2016 : La Mort des éternels :Christian, Laura. Théâtre La Licorne, mise en scène par Claude Desrosiers.
- 2016 : Pourquoi tu pleures..? : Guillaume Bérubé. Théâtre du Nouveau Monde, mise en scène par Marie Charlebois.
- 2019 : Noir. Théâtre de Quat'Sous, mise en scène par Jérémie Niel.
- 2020 : Histoire populaire et sensationnelle. Espace Libre, mise en scène par Félix-Antoine Boutin.

## Filmographie

### Cinéma
- 1991 : Nelligan : Jean Charbonneau
- 1997 : L'Enfant des Appalaches (téléfilm) : Marleau
- 2001 : La Loi du cochon : Riendeau
- 2001 : Foie de canard et cœur de femme : Jéröme
- 2002 : Le Collectionneur : Roger Moreau
- 2003 : Nez rouge : Christian (éditeur)
- 2004 : Le Rire de la mer (téléfilm) : Alex, Ti-Coq, l'ange
- 2007 : L'Âge des ténèbres : le motivateur hilare
- 2007 : Ma fille, mon ange : Michel Derennes
- 2007 : Comment survivre à sa mère (Surviving My Mother) : Pierre
- 2009 : Pour toujours les Canadiens ! : M. Couture
- 2009 : Cadavres : Constable Pilon
- 2016 : 9, le film (sketch Abus) de Stéphane E. Roy : Christian
- 2017 : Le Problème d'infiltration : Dr Louis Richard

### Télévision

#### Comme acteur
- 1991 - 1996 : Télé-Pirate : rôles variés
- 1998 : Radio-enfer : Jean-Jacques Hétu
- 2000 : Délirium : Nicolas Castonguay
- 2001 : Si la tendance se maintient : Jean-François Dufresne
- 2001 : Méchante Semaine : rôles variés
- 2001 : Ramdam : Daniel
- 2001 : Mon meilleur ennemi : Pierre-Marc Bernier
- 2002 : Tabou : Vallier Belzile
- 2002 : Rumeurs : Pierre-Paul Desrochers
- 2003 : Les Aventures tumultueuses de Jack Carter : Joseph Papineau
- 2005 : Vice caché : Pascal Gendron
- 2007 - : Curieux Bégin : animateur
- 2010 - 2014 : Trauma : David Roche
- 2017 : Toon Marty (animation) : Marty (voix)
- 2017 - : Y'a du monde à messe : animateur
- 2018 : M'entends-tu? : Pretzel
- 2020 : Fragile : Jean-Charles Lanthier
- 2021 - 2023 : Les Mecs : Christian Laliberté[17]
- 2021 : Chaos : Claude Bilodeau
- 2022 - 2024 : Indéfendable : Dr Martin Charbonneau
- 2022 : Entre deux draps : Marc
- 2023 : La Candidate : Serge Rivest
- 2024 : Discussions avec mes parents : lui-même
- 2024 : L'Appel : Georges Duval

#### Comme scénariste
- 2000 : Délirium
- 2001 - 2004 : Réal-TV
- 2008 - 2016 : Les Parent

## Spectacles
- 1991 : Que reste-t-il de mes amours?, spectacle humoristique au festival Juste pour rire
- 1997 - 1999 : I've Got a Crush on You ou J'ai une orangeade sur toi mise en scène par Danielle Fichaud
- 2022 - 2023 : Les 8 Péchés capitaux, One-man-show mise en scène par Chantal Lamarre

## Livre
- Curieux Bégin sur la route, Montréal, (Québec), Canada, Les Éditions La Presse, 2009, 200 p. (ISBN 978-2-923681-18-4)